# Bloomington Edge
I Bloomington Edge sono stati una franchigia professionistica di football americano indoor con sede a Bloomington, Illinois, che giocava nella Indoor Football League. Gli Edge disputavano le loro gare casalinghe allo U.S. Cellular Coliseum

## Storia
La franchigia iniziò a giocare sotto il nome di Bloomington Extreme nel 2006 nella United Indoor Football. Nel 2008 vinsero il loro primo titolo di division. Dopo tre stagioni nella UIL, gli Edge passarono alla neonata IFL nel 2009. Dalla stagione 2012, la squadra ha cambiato nome in Bloomington Edge, qualificandosi per i playoff, perdendo al primo turno in trasferta contro i Wichita Wild.

## Dettaglio stagioni

### UIF
| Stagione | regular season | regular season | regular season | regular season | regular season | regular season | playoff | playoff | playoff | playoff | playoff | playoff          | playoff            |
|          | Vin            | Par            | Per            | Tot            | PF             | PS             | Vin     | Per     | Tot     | PF      | PS      | risultato        | avversaria         |
| -------- | -------------- | -------------- | -------------- | -------------- | -------------- | -------------- | ------- | ------- | ------- | ------- | ------- | ---------------- | ------------------ |
| 2006     | 5              | 0              | 10             | 15             | 572            | 672            | -       | -       | -       | -       | -       | -                | -                  |
| 2007     | 8              | 0              | 7              | 15             | 594            | 558            | 1       | 1       | 2       | 92      | 97      | Semifinale       | Lexington Horsemen |
| 2008     | 7              | 0              | 7              | 14             | 618            | 654            | 1       | 1       | 2       | 68      | 47      | UIF Championship | Sioux Falls Storm  |
| Totale   | 20             | 0              | 24             | 44             | 1784           | 1884           | 2       | 2       | 4       | 157     | 144     |                  |                    |

Fonti: Enciclopedia del Football - A cura di Roberto Mezzetti

### IFL
| Stagione | regular season | regular season | regular season | regular season | regular season | regular season | playoff | playoff | playoff | playoff | playoff | playoff                        | playoff            |
|          | Vin            | Par            | Per            | Tot            | PF             | PS             | Vin     | Per     | Tot     | PF      | PS      | risultato                      | avversaria         |
| -------- | -------------- | -------------- | -------------- | -------------- | -------------- | -------------- | ------- | ------- | ------- | ------- | ------- | ------------------------------ | ------------------ |
| 2009     | 10             | 0              | 4              | 14             | ?              | ?              | 0       | 1       | 1       | 37      | 46      | Wild Card                      | Wichita Wild       |
| 2010     | 9              | 0              | 5              | 14             | 497            | 435            | 0       | 1       | 1       | 48      | 61      | Quarti di finale di Conference | Wichita Wild       |
| 2011     | 9              | 0              | 5              | 14             | 561            | 473            | 0       | 1       | 1       | 34      | 39      | Wild Card                      | Omaha Beef         |
| 2012     | 10             | 0              | 4              | 14             | 673            | 604            | 0       | 1       | 1       | 30      | 51      | Quarti di finale               | Green Bay Blizzard |
| Totale   | 38             | 0              | 18             | 56             | 1731+?         | 1512+?         | 0       | 4       | 4       | 149     | 197     |                                |                    |

Fonti: Enciclopedia del Football - A cura di Roberto Mezzetti

### CPIFL
| Stagione | regular season | regular season | regular season | regular season | regular season | regular season | playoff | playoff | playoff | playoff | playoff | playoff   | playoff    |
|          | Vin            | Par            | Per            | Tot            | PF             | PS             | Vin     | Per     | Tot     | PF      | PS      | risultato | avversaria |
| -------- | -------------- | -------------- | -------------- | -------------- | -------------- | -------------- | ------- | ------- | ------- | ------- | ------- | --------- | ---------- |
| 2013     | 5              | 0              | 7              | 12             | 519            | 445            | -       | -       | -       | -       | -       | -         | -          |
| 2014     | 5              | 0              | 7              | 12             | 586            | 667            | -       | -       | -       | -       | -       | -         | -          |
| Totale   | 10             | 0              | 14             | 24             | 1105           | 1112           | -       | -       | -       | -       | -       |           |            |

Fonti: Enciclopedia del Football - A cura di Roberto Mezzetti

### X-League
| Stagione | regular season | regular season | regular season | regular season | regular season | regular season | playoff | playoff | playoff | playoff | playoff | playoff   | playoff    |
|          | Vin            | Par            | Per            | Tot            | PF             | PS             | Vin     | Per     | Tot     | PF      | PS      | risultato | avversaria |
| -------- | -------------- | -------------- | -------------- | -------------- | -------------- | -------------- | ------- | ------- | ------- | ------- | ------- | --------- | ---------- |
| 2015     | 5              | 0              | 3              | 8              | ?              | ?              | -       | -       | -       | -       | -       | -         | -          |
| Totale   | 5              | 0              | 3              | 8              | ?              | ?              | -       | -       | -       | -       | -       |           |            |

Fonti: Enciclopedia del Football - A cura di Roberto Mezzetti

### CIF
| Stagione | regular season | regular season | regular season | regular season | regular season | regular season | playoff | playoff | playoff | playoff | playoff | playoff                        | playoff       |
|          | Vin            | Par            | Per            | Tot            | PF             | PS             | Vin     | Per     | Tot     | PF      | PS      | risultato                      | avversaria    |
| -------- | -------------- | -------------- | -------------- | -------------- | -------------- | -------------- | ------- | ------- | ------- | ------- | ------- | ------------------------------ | ------------- |
| 2016     | 7              | 0              | 5              | 12             | 546            | 440            | 1       | 1       | 2       | 116     | 97      | Northern Division Championship | Wichita Force |
| 2017     | 7              | 0              | 5              | 12             | 598            | 560            | 0       | 1       | 1       | 30      | 43      | North Conference Semi-Final    | Omaha Beef    |
| Totale   | 12             | 0              | 10             | 24             | 1144           | 1000           | 1       | 2       | 3       | 146     | 140     |                                |               |

Fonti: Enciclopedia del Football - A cura di Roberto Mezzetti